# Hamilton H-47
Los Hamilton H-45 y H-47 fueron unos monoplanos de ala alta totalmente metálicos con 6 asientos para pasajeros, propulsados por un único motor radial Pratt & Whitney. Fueron construidos para realizar tareas de transporte de correo y pasajeros en los Estados Unidos a finales de los años 20 del siglo XX.

## Diseño y desarrollo
La Hamilton Metalplane Company, que se fusionó con Boeing en 1926, construyó algunos de los primeros aviones estadounidenses totalmente metálicos. Los H-45 y H-47, que diferían principalmente en tener un motor más potente, fueron parte de aquella serie.
Ambos modelos tenían recubrimiento corrugado de aluminio al estilo Junkers. Las alas altas eran semi-cantilever, sin soportes, excepto por un par de soportes paralelos que iban del borde inferior del fuselaje hasta el ala, cerca de aquel. Las unidades principales del tren de aterrizaje convencional fijo estaban unidas a los mismos puntos alares que los soportes y se unían lateralmente mediante un arriostramiento en V invertida. El fuselaje tenía lados planos, con amplias ventanas en la cabina de pasajeros bajo el ala. Se accedía a través de una puerta a babor, existiendo, más atrás de la misma, una portezuela que daba acceso al compartimiento de equipajes. Los dos tripulantes se sentaban en una cabina por delante de las alas, a la que se accedía desde una escotilla superior. La cola era convencional, con planos de cola arriostrados.
Tanto el H-45 como el H-47 estaban propulsados por un único y descubierto motor radial de 9 cilindros Pratt & Whitney: el H-45 tenía un Wasp de 325 kW (450 hp) y el H-47, un Hornet de 390 kW (525 hp). El Hornet proporcionaba un aumento de la velocidad de crucero en 16 km/h y un ligero incremento (del 3%) en la carga útil hasta 1043 kg.
Ambos modelos volaron por primera vez en 1928, y podían ser montados sobre flotadores. En total, se construyeron alrededor de 25 H-45 y 21 H-47.

## Historia operacional

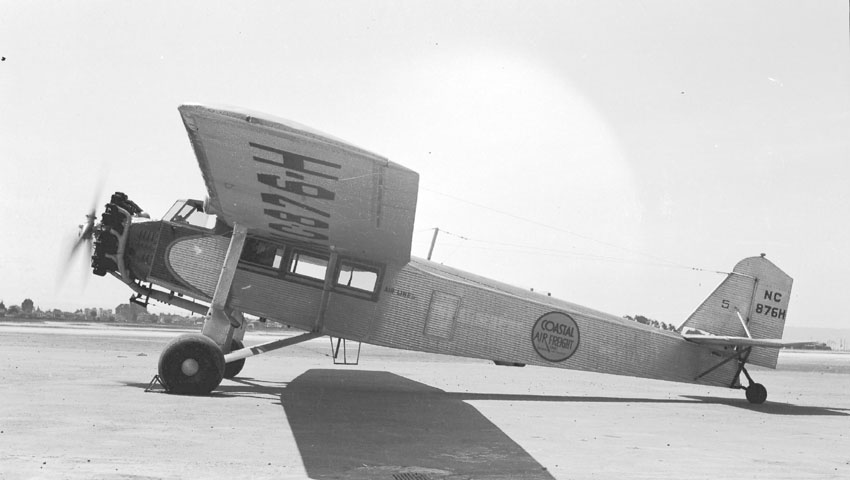
Hamilton H-45 de Coastal Air Freight en Alameda, California, 1938.

Los H-45 y H-47 fueron usados desde 1928 para realizar servicios de pasajeros y correos, de los que la estadounidense Northwest Airways voló como mínimo 9 aviones, estrenándolos en su ruta CAM 9 Chicago-Minneapolis/St Paul, desde septiembre de 1928. Otras aerolíneas estadounidenses que usaron el modelo, tanto para transporte de pasajeros como de carga, fueron Coastal Air Freight y Condor Air Lines. Wien Alaska Airways usó al menos un H-45 en una ruta desde Fairbanks a la costa occidental y hasta Point Barrow.
Durante 1930, Isthmian Airways usó aviones de flotadores Hamilton para realizar su servicio uniendo el Atlántico y el Pacífico entre Cristóbal, Colón, y Balboa respectivamente, en la Zona del Canal de Panamá. La aerolínea afirmaba descaradamente que el vuelo de 30 minutos era “el servicio de transcontinental más rápido en Norteamérica”. 
Un H-47 (construido originalmente como H-45) fue requisado por el Ejército de los Estados Unidos como UC-89 en 1942. Fue encontrado inadecuado para el servicio del Ejército y fue retirado en agosto de 1943.
Un avión aparece en la película “Sólo los ángeles tienen alas”  (1939) de Howard Hawks,  transportando correo para “Barranca”. Las escenas de vuelo son falsas; sin embargo, el avión fue usado en escenas en tierra. La maqueta utilizada (o una de ellas) aún perdura. 

## Variantes
H-45
Propulsado por Wasp, alrededor de 25 construidos. 
H-47
Propulsado por Hornet, 20 construidos.
H-47 Special
Propulsado por Wright Cyclone de 390 kW (525 hp), envergadura extendida hasta los 18,4 m. Uno construido. 
UC-89
Un único avión requisado.  

## Operadores
Estados Unidos
- Condor Air Lines
- Alaskan Airways
- Coastal Air Freight
- Isthmian Airways
- Northwest Airways
- Wien Alaska Airways

 Perú
- Fuerza Aérea del Perú: operó durante la guerra colombo-peruana.

 Colombia.
- Andian National Corp. de nombre "Águila II" con serial 205. Adquirido por el gobierno colombiano durante la guerra colombo-peruana y operó como transporte.[9]

## Supervivientes
Un H-47 permanece en estado de vuelo. El N879H fue subastado tras su restauración en enero de 2010 y voló en el festival de Oshkosh en el verano del mismo año.

## Especificaciones (H-47)
Referencia datos: American Landplane Specifications aerofiles

### Características generales
- Tripulación: Dos (piloto y copiloto)
- Capacidad: Seis pasajeros
- Longitud: 10,4 m (34,2 ft)
- Envergadura: 16,6 m (54,4 ft)
- Altura: 2,8 m (9,3 ft)
- Superficie alar: 36 m² (387,5 ft²)
- Peso vacío: 1678 kg (3698,3 lb)
- Peso cargado: 2608 kg (5748 lb)
- Planta motriz: 1× motor radial de nueve cilindros refrigerado por aire Pratt and Whitney R-1690 Hornet.
  - Potencia: 391 kW (539 HP; 532 CV)

### Rendimiento
- Velocidad máxima operativa (Vno): 233 km/h (145 MPH; 126 kt)
- Velocidad crucero (Vc): 201 km/h (125 MPH; 109 kt)
- Velocidad de entrada en pérdida (Vs): 89 km/h (55 MPH; 48 kt)
- Alcance: 966 km (522 nmi; 600 mi)
- Techo de vuelo: 4600 m (15 092 ft)
- Régimen de ascenso: 4,6 m/s (906 ft/min)

## Aeronaves relacionadas

### Secuencias de designación
- Secuencia C-_ (Aviones de Carga del USAAC/USAAF/USAF, 1924-1962): ← C-86 - C-87 - C-88 - C-89 - C-90 - C-91 - C-92 →